# Hamburg (New York)
Hamburg is een kleine stad in Erie County in de Amerikaanse staat New York.
Hamburg ligt in het westen van de county, ten zuiden van Buffalo, en aan de oostelijke oever van het Eriemeer. Op het stadgebied ligt er ook een deelgemeente met de naam Hamburg.
Vroeger was de stad groter, in 1812 werd ze gevormd op het gebied van de toenmalige stad Willink. Later werd het gebied gereduceerd door de vorming van de steden Orchard Park en West Seneca.
Einde 2000 had de stad 56.250 inwoners. De totale oppervlakte bedraagt 107 km².

## Plaatsen in de nabije omgeving
De onderstaande figuur toont nabijgelegen plaatsen in een straal van 12 km rond Hamburg.